# ضفدع سهمية سامة زرقاء
الضفدع السهميَّة السامَّة الزرقاء (الاسم العلمي: Dendrobates tinctorius azureus) هي إحدى أنواع الضفادع السامَّة التي تعيش في «جزر الغابات» المحاطة بسفناء «سيبليويني» في جنوب سورينام. تُعرف هذه الضفدع بـ«أوكوبيبي» بلغة قبيلة «تيريو» المحلية. ويعود اسم «azureus» أي «لازوردي» إلى لونها الواضح للعيان. عُدَّت بدايةً نوعًا مستقلًا قائمًا بذاته، لكنَّ الهيئات العلميَّة الحديثة غالبًا ما تعتبرها مجرد طور من أطوار الضفدع السهميَّة السامَّة. لكنَّ بعض الباحثين يعتبرونها إمَّا نويعة من الضفدع المذكورة، أو لا يزالون يعاملونها كنوعٍ مستقل. أضف إلى ذلك، فإنَّ مدى اختلاف هذه الضفدع عن الطور الأزرق لجمهرة الضفادع السهميَّة الموجود في جنوب غيانا، وبارا المجاورة (في البرازيل)، وربما تلك الموجودة في أقصى جنوب غرب سورينام، لا يزال موضع جدال بين العلماء. فكثير من علماء الزواحف والبرمائيات، بالإضافة إلى المهتمين بتربية الضفادع السهميَّة السامَّة في الأسر، لا يميزون بين هذه الأشكال، ويُشار إليها جميعًا في الغالب باسم «azureus».